# 35e Grammy Awards
De 35e uitreiking van de jaarlijkse Grammy Awards vond plaats op 24 februari 1993 in het Shrine Auditorium in Los Angeles. Daarmee waren de Grammy's voor het eerst sinds 1990 weer terug aan de Amerikaanse westkust. De uitreiking werd gepresenteerd door komiek Garry Shandling en uitgezonden door CBS.
De avond werd gedomineerd door Eric Clapton, die zes Grammy's won, waaronder die voor Record of the Year, Album of the Year en Song of the Year. Het was voor het eerst sinds 1981 dat één artiest deze drie prijzen won (in 1981 deed Christopher Cross dat). De zes Grammy's voor Eric waren voor zijn akoestische album, dat hij in 1992 voor MTV had opgenomen en voor de nummers Tears in Heaven en Layla. Clapton had Tears in Heaven geschreven voor zijn zoon Conor, die in 1991 op 4-jarige leeftijd om het leven was gekomen. Toen Eric de Grammy voor Song of the Year won voor het nummer, noemde hij Conor in zijn dankwoord met de woorden: "Thanks to my son, for the love he gave me and the song he gave me".
De winst voor Layla in de categorie Best Rock Song was opvallend, omdat het nummer al zo'n twintig jaar oud was toen het won. De originele studio-opname had nooit een Grammy gewonnen, maar de akoestische versie deed dat dus wel. Clapton deelde de prijs met mede-componist Jim Gordon, maar die kon zijn Grammy niet ophalen - hij zat al sinds midden jaren 70 in een psychiatrische gevangenis nadat hij z'n moeder met een bijl had vermoord.
De overheersing van Clapton tijdens deze editie van de Grammy's ontlokte by presentator Garry Shandling halverwege de avond de opmerking: "Ben je met Eric genomineerd? Ik zou geen moeite doen. Ga maar naar huis. Tenminste, dat voorgevoel heb ik".
Een andere grote winnaar was de soundtrack van de film Beauty and the Beast. De liedjes van componisten Howard Ashman en Alan Menken waren minstens zo succesvol geweest als de film zelf. De soundtrack leverde vijf Grammy's op, plus nog een handvol nominaties, onder meer voor Album of the Year. De gewonnen Grammy's waren niet alleen voor Ashman en Menken, maar ook voor onder meer Celine Dion & Peabo Bryson voor het titelnummer van de film. Het was Celine's eerste Grammy. Howard Ashman ontving zijn twee Grammy's postuum; hij was in 1991 overleden.
Andere postume Grammy's waren er vooral in de klassieke categorieën, waar Vladimir Horowitz, Leonard Bernstein en Samuel Barber enkele prijzen wonnen. Vooral die voor Barber was opmerkelijk, want de in 1971 overleden componist won een prijs voor beste eigentijdse compositie, voor een stuk dat hij al in 1967 had gecomponeerd. Kennelijk nam de Recording Academy het niet zo nauw met de term 'eigentijds'.
Ook Stevie Ray Vaughan won postuum; hij kreeg twee en een half jaar na zijn dood twee Grammy's.
Beste nieuwe artiest was Arrested Development, de eerste hiphop-act die deze categorie won. Ze kregen ook nog een Grammy voor beste rapgroep.
Sommige artiesten wonnen in verschillende categorieën, zoals Linda Ronstadt en The Chieftains. Een bewijs dat de verschillen tussen sommige categorieën heel klein was; zo wonnen The Chieftains in de categorieën voor moderne én voor traditionele folk. De vijf genomineerden in de categorieën Song of the Year en Record of the Year waren exact gelijk, wat aangaf hoe gering het onderscheid tussen beide categorieën was.

## Winnaars

### Algemeen
- Record of the Year
  - "Tears in Heaven" - Eric Clapton (artiest); Russ Titelman (producer)
- Album of the Year
  - "Unplugged" - Eric Clapton (artiest); Russ Titelman (producer)
- Song of the Year
  - Eric Clapton & Will Jennings (componisten) voor Tears in Heaven, uitvoerende: Eric Clapton
- Best New Artist
  - Arrested Development

### Pop
- Best Pop Vocal Performance (zangeres)
  - "Constant Craving" - k.d. lang
- Best Pop Vocal Performance (zanger)
  - "Tears in Heaven" - Eric Clapton
- Best Pop Vocal Performance (duo/groep)
  - "Beauty and the Beast" - Celine Dion & Peabo Bryson
- Best Pop Instrumental Performance
  - "Beauty and the Beast" - Richard J. Kaufman (dirigent)

### Country
- Best Country Vocal Performance (zangeres)
  - "I Feel Lucky" - Mary Chapin Carpenter
- Best Country Vocal Performance (zanger)
  - "I Still Believe in You" - Vince Gill
- Best Country Vocal Performance (duo/groep)
  - "At The Ryman" - Emmylou Harris & The Nash Ramblers
- Best Country Vocal Collaboration (Beste eenmalige samenwerking)
  - The Whiskey Ain't Workin'" - Marty Stuart & Travis Tritt
- Best Country Instrumental Performance
  - "Sneakin' Around" - Chet Atkins & Jerry Reed
- Best Country Song
  - Vince Gill & John Barlow Jarvis (componisten) voor I Still Believe in You, uitvoerende: Vince Gill
- Best Bluegrass Album
  - "Everytime You Say Goodbye" - Alison Krauss & Union Station

### R&B
- Best R&B Vocal Performance (zangeres)
  - "The Woman I Am" - Chaka Khan
- Best R&B Vocal Performance (zanger)
  - "Heaven and Earth" - Al Jarreau
- Best R&B Vocal Performance (duo/groep)
  - "End of the Road" - Boyz II Men
- Best R&B Instrumental Performance
  - "Doo-Bop" - Miles Davis
- Best R&B Song
  - Babyface, LA Reid & Daryl Simmons (componisten) voor End of the Road, uitvoerenden: Boyz II Men

### Rap
- Best Rap Performance (solist)
  - "Baby Got Back" - Sir Mix-a-Lot
- Best Rap Performance (duo/groep)
  - "Tennessee" - Arrested Development

### Rock
- Best Rock Vocal Performance (zangeres)
  - "Ain't it Heavy" - Melissa Etheridge
- Best Rock Vocal Performance (zanger)
  - "Unplugged" - Eric Clapton
- Best Rock Vocal Performance (duo/groep)
  - "Achtung Baby" - U2
- Best Rock Instrumental Performance
  - "Little Wing" - Stevie Ray Vaughan & Double Trouble
- Best Hard Rock Performance
  - "Give It Away" - Red Hot Chili Peppers
- Best Metal Performance
  - "Wish" - Nine Inch Nails
- Best Rock Song
  - Eric Clapton & Jim Gordon (componisten) voor Layla, uitvoerende: Eric Clapton

### Traditional Pop
- Best Traditional Pop Vocal Performance
  - "Perfectly Frank" - Tony Bennett

### Alternative
- Best Alternative Music Album
  - "Bone Machine" - Tom Waits

### Blues
- Best Traditional Blues Album (traditioneel)
  - "Goin' Back to New Orleans" - Dr. John
- Best Contemporary Blues Album (modern)
  - "The Sky is Crying" - Stevie Ray Vaughan & Double Trouble

### Folk/Traditioneel
- Best Traditional Folk Album
  - "An Irish Evening - Live at the Grand Opera House, Belfast" - The Chieftains
- Best Contemporary Folk Album
  - "Another Country" - The Chieftains

### Polka
- Best Polka Album
  - "35th Anniversary" - Walter Ostanek & his Band

### Latin
- Beste latin pop-album
  - "Otro Dia Mas Sin Verte" - Jon Secada
- Best Tropical Latin Album
  - "Frenesi" - Linda Ronstadt
- Best Mexican-American Album
  - "Mas Canciones" - Linda Ronstadt

### Reggae
- Best Reggae Album
  - "X-tra Naked" - Shabba Ranks

### Gospel
- Best Pop Gospel Album
  - "The Great Adventure" - Steven Curtis Chapman
- Best Rock/Contemporary Gospel Album
  - "Unseen Power" - Petra
- Best Traditional Soul Gospel Album
  - "He's Working It Out For You" - Shirley Caesar
- Best Contemporary Soul Gospel Album
  - "Händel's Messiah - A Soulful Celebration" - Mervyn E. Warren (producer)
- Best Southern Gospel Album
  - "Sometimes Miracles Hide" - Bruce Carroll
- Best Gospel Album by a Choir or Chorus (koor)
  - "Edwin Hawkins Music & Arts Seminar Mass Choir - Recorded Live in Los Angeles" - Edwin Hawkins (dirigent)

### Jazz
- Best Jazz Instrumental Solo
  - "Lush Life: The Music of Billy Strayhonr" - Joe Henderson
- Best Jazz Instrumental Performance (solist/groep)
  - "I Heard You Twice The First Time" - Branford Marsalis
- Best Large Jazz Ensemble Performance (big band)
  - "The Turning Point" - McCoy Tyner
- Best Jazz Vocal Performance
  - "'Round Midnight" - Bobby McFerrin
- Best Contemporary Jazz Performance (Instrumental)
  - "Secret Story" - Pat Metheny

### New Age
- Best New Age Album
  - "Shepherd Moons" - Enya

### Wereldmuziek
- Best World Music Album
  - "Brasileiro" - Sérgio Mendes

### Klassieke muziek
Vetgedrukte namen ontvingen een Grammy. Overige uitvoerenden, zoals orkesten, solisten e.d., die niet in aanmerking kwamen voor een Grammy, staan in kleine letters vermeld.
- Best Orchestral Recording
  - "Mahler: Symphony No. 9" - Leonard Bernstein (dirigent)
  - Berliner Philharmoniker, orkest
- Best Classical Vocal Performance
  - "Kathleen Battle at Carnegie Hall (Handel, Mozart, Liszt, Strauss, etc.)" - Kathleen Battle (soliste)
  - Margo Garrett, pianiste
- Best Opera Recording
  - "R. Strauss: Die Frau Ohne Schatten" - Hildegard Behrens, José van Dam, Júlia Várady, Placido Domingo, Reinhild Runkel & Sumi Jo (solisten); Georg Solti (dirigent); Christopher Raeburn, Morten Winding & Stephen Trainor (producers)
  - Wiener Philharmoniker, orkest
- Best Performance of a Choral Work (koor)
  - "Orff: Carmina Burana" - Vance George (koordirigent); Herbert Blomstedt (orkestdirigent)
  - San Francisco Symphony Orchestra (orkest); San Francisco Symphony Boys Choir & San Francisco Symphony Girls Choir (koren)
- Best Classical Performance (instrumentale solist met orkestbegeleiding)
  - "Prokofiev: Sinfonia Concertante - Tchaikovsky: Variations on a Rococo Theme" - Yo-Yo Ma (solist)
  - The Pittsburgh Symphony Orchestra o.l.v. Lorin Maazel
- Best Classical Performance (instrumentale solist zonder orkestbegeleiding)
  - Discovered Treasures (Chopin, Liszt, Scarlatti, Scriabin, Clementi)" - Vladimir Horowitz
- Best Chamber Music Performance (kamermuziek)
  - "Brahms: Sonatas for Cello & Piano" - Emanuel Ax & Yo-Yo Ma
- Best Contemporary Composition (Beste eigentijdse compositie)
  - Samuel Barber (componist) voor Barber: The Lovers
  - Chicago Symphony Orchestra o.l.v. Andrew Schenck (uitvoerenden)
- Best Classical Album
  - "Mahler: Symphony No. 9" - Leonard Bernstein (dirigent); Horst Dittberner (producer)
  - Berliner Philharmoniker, orkest

### Comedy
- Best Comedy Album
  - "P.D.Q. Bach: Music for an Awful Lot of Winds & Percussion" - Peter Schickele

### Composing & Arranging (Compositie & arrangementen)
- Best Instrumental Composition
  - Benny Carter (componist) voor Harlem Renaissance Suite
- Best Song Written Specifically for a Motion Picture or Television (Beste song uit film- of tv-soundtrack)
  - Howard Ashman & Alan Menken (componisten) voor Beauty and the Beast, uitvoerenden: Celine Dion & Peabo Bryson
- Best Instrumental Composition Written for a Motion Picture or Television (Beste instrumentale muziek uit film- of tv-soundtrack)
  - Alan Menken (componist) voor Beauty and the Beast(filmsoundtrack)
- Best Arrangement on an Instrumental (Beste instrumentale arrangement)
  - Rob McConnell (arrangeur) voor Strike Up The Band, uitvoerenden: Rob McConnell & The Boss Brass
- Best Instrumental Arrangement Accompanying Vocals (Beste instrumentale arrangement voor een opname met zang)
- Johnny Mandel (arrangeur) voor Here's To Life, uitvoerende: Shirley Horn

### Kinderrepertoire
- Best Album for Children
  - "Beauty and the Beast" - Alan Menken & Howard Ashman (componisten)

### Musical
- Best Musical Show ALbum
  - "Guys and Dolls - The New Broadway Cast Recording" - Jay David Saks (producer)

### Hoezen
- Best Album Package
  - Melanie Nissen (ontwerper) voor Spellbound - Compact, uitvoerende: Paula Abdul
- Best Album Notes (hoestekst)
  - Ahmet Ertegün, Arif Mardin, Dave Marsh, David Ritz, Jerry Wexler, Thulani Davis & Tom Dowd (schrijvers) voor Queen of Soul - The Atlantic Recordings, uitvoerende: Aretha Franklin

### Production & Engineering (Productie & techniek)
- Best Engineered Album, Non-Classical (Beste techniek op een niet-klassiek album)
  - Bruce Swedien & Teddy Riley (technici) voor Dangerous, uitvoerende: Michael Jackson
- Best Classical Engineered Recording (Beste techniek op een klassiek album)
  - James Lock, John Pellowe, Jonathan Stokes & Philip Siney (technici) voor R. Strauss: Die Frau Ohne Schatten, uitvoerenden: Wiener Philharmoniker o.l.v.  Georg Solti
- Producer of the Year (Non-Classical)
  - Babyface & L.A. Reid

en
- - Brian Eno & Daniel Lanois
- Producer of the Year (Classical)
  - Michael Fine

### Gesproken Woord
- Best Spoken Word or Non-Musical Album
  - "What You Can Do To Avoid AIDS" - Earvin "Magic" Johnson & Robert O'Keefe

### Historisch
- Best Historical Album
  - "The Complete Capitol Recordings of The Nat "King" Cole Trio" - Michael Cuscuna (producer), uitvoerenden: Nat King Cole Trio

### Video
- Best Music Video, Short Form (korte videoclip)
  - "Diggin' in the Dirt" - Peter Gabriel (artiest); John Downer (regisseur/producer)
- Best Music Video, Long Form (lange video)
  - "Diva" - Annie Lennox (artiest); Sophie Muller (regisseur); Rob Small (producer)

## Verwijzingen
1. ↑  Grammy.com. Gearchiveerd op 3 oktober 2023.